# Beate Ruhm von Oppen
Beate Ruhm von Oppen (geboren als Beate von Oppen 2. Juli 1918 in Zürich; gestorben 10. August 2004 in Annapolis (Maryland)) war eine deutsch-britische Historikerin.

## Leben
Beate von Oppen war eine Tochter des Schauspielers Dietrich von Oppen (1890–1936) und der Opernsängerin Hilda Lilly Isaac. Sie wurde in der zweiten Ehe ihrer Mutter vom Berliner Rechtsanwalt Ernst Ruhm adoptiert und nannte sich nach ihrer Emigration Ruhm von Oppen. Ihre Mutter wurde später durch einen Eintrag im antisemitischen Lexikon der Juden in der Musik diffamiert. Sie besuchte in Berlin die erste Rudolf-Steiner-Schule. Nach der Machtübergabe an die Nationalsozialisten wurde sie 1934 auf die Quäkerschule Eerde in den Niederlanden geschickt, die sie 1937 abschloss. Ihre 1925 geborene Halbschwester Delia Ruhm folgte ihr dorthin. Ruhm von Oppen ging zum Studium nach England und wurde 1939 an der University of Birmingham zum B.A. graduiert. Sie war danach Assistentin Thomas Bodkins am Barber Institute of Fine Arts in Birmingham. Ab 1943 arbeitete als Archivarin für deutschsprachige Dokumente im Foreign Office. Sie erhielt die britische Staatsbürgerschaft, um die US-amerikanische Staatsbürgerschaft bemühte sie sich später nicht.
Nach dem Krieg arbeitete sie in London am Royal Institute of International Affairs. Ende der 1950er Jahre ging sie nach Alexandria (Virginia) in die USA und bearbeitete in einer Außenstelle der NARA für die American Historical Association Dokumente aus dem nationalsozialistischen Deutschland. Sie übernahm in der Folge auch Forschungsaufträge am Center for International Affairs an der Harvard University, 1968/69 am Institute for Advanced Study in Princeton und war Gastdozentin am Smith College und an der University of Massachusetts at Amherst. Ruhm von Oppen war seit 1960 Tutorin für Philosophie, Literatur und Musik am St. John’s College in Annapolis (Maryland).
Sie edierte die Briefe des Widerstandskämpfers gegen den Nationalsozialismus Helmuth James Graf von Moltke an seine Frau Freya von Moltke in einer deutschen Ausgabe und in einer englischen Übersetzung und wurde dafür 1989 mit dem Geschwister-Scholl-Preis ausgezeichnet. Sie übersetzte auch den ersten Band der Erinnerungen Konrad Adenauers (1945–1953) ins Englische.
Ruhm von Oppen nahm an den Familientreffen ihrer Uradelsfamilie von Oppen nicht teil, da sie nicht auf Familienmitglieder treffen wollte, die den Nationalsozialismus unterstützt hatten.

## Schriften (Auswahl)

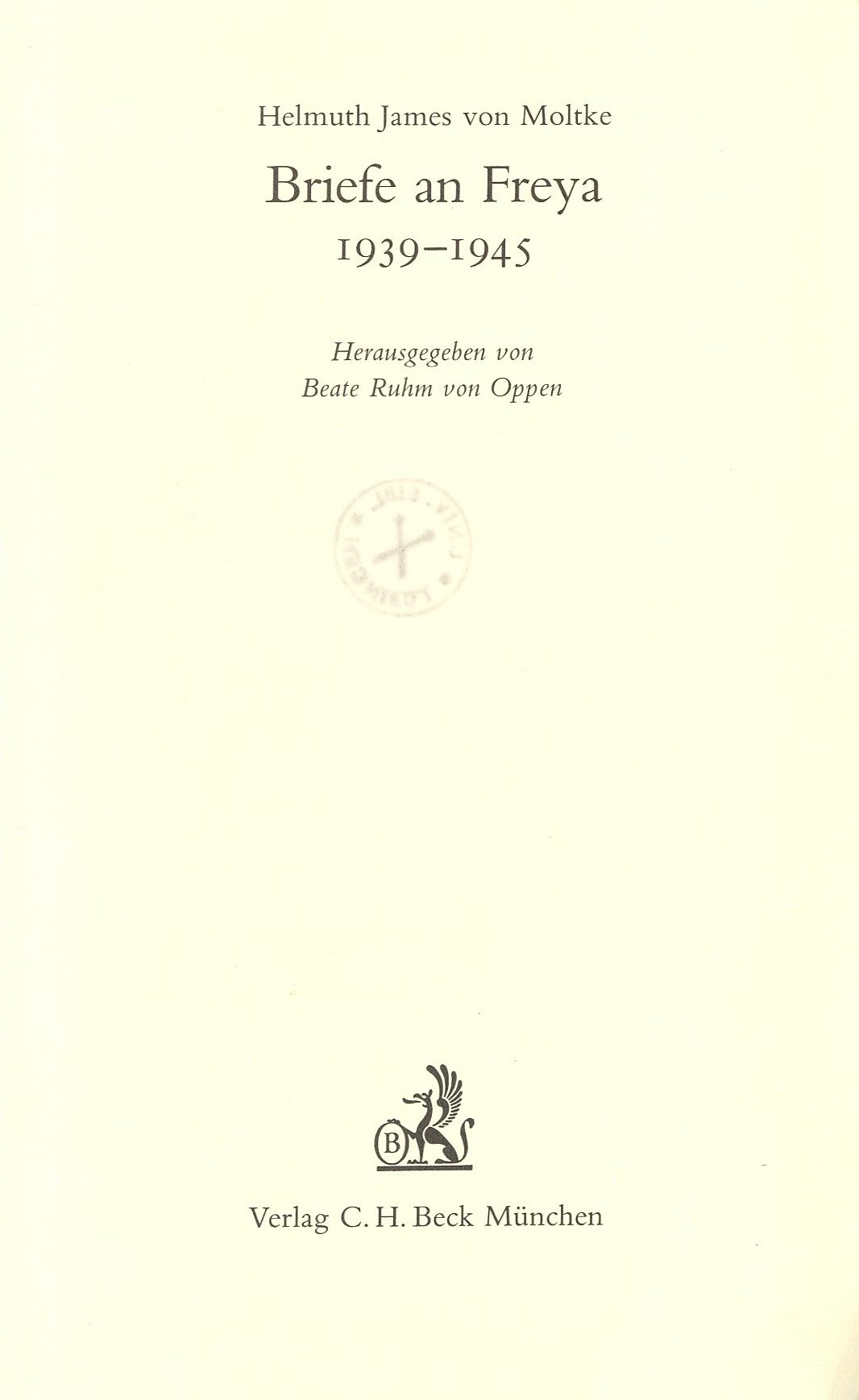
Briefe an Freya (1988)

- (Hrsg.): Documents on Germany under occupation : 1945–1954. London: Oxford Univ. Press, 1955
- L. F. Rushbrook Williams: Der Staat Israel. Übersetzung Beate Ruhm von Oppen. Einleitung Helmut Gollwitzer. Frankfurt a. M.: Fischer Bücherei, 1959
- Religion and resistance to Nazism. Princeton: Center of International studies, 1971
- (Hrsg.): Helmuth James Graf von Moltke: Briefe an Freya. 1939–1945. München: Beck, 1988
  - (Hrsg.): Helmuth James Graf von Moltke: Letters to Freya: 1939–1945. Übersetzung ins Englische Beate Ruhm von Oppen. New York: Alfred A. Knopf, 1990
- (Hrsg.): Dorothy von Moltke: Ein Leben in Deutschland : Briefe aus Kreisau und Berlin. 1907–1934. Einleitung. Übersetzung aus dem Englischen. München: Beck, 1999